# Good Karma
Good Karma ist das zehnte Studioalbum des schwedischen Pop-Duos Roxette. Es erschien am 3. Juni 2016 bei Parlophone.

## Singleauskopplungen
Als erste Vorabsingle wurde am 8. April 2016 It Just Happens veröffentlicht, ein Musikvideo dazu folgte am 19. Mai.

## Titelliste
Alle Lieder wurden von Per Gessle geschrieben, mit Ausnahme von Good Karma, You Make It Sound So Simple, You Can’t Do This to Me Anymore und 20 BPM, deren Musik in Zusammenarbeit von Per Gessle mit anderen Musikern entstand.
| #   | Titel                           | Länge |
| --- | ------------------------------- | ----- |
| 1.  | Why Dontcha?                    | 2:46  |
| 2.  | It Just Happens                 | 3:46  |
| 3.  | Good Karma                      | 3:19  |
| 4.  | This One                        | 3:12  |
| 5.  | You Make It Sound So Simple     | 3:42  |
| 6.  | From a Distance                 | 3:31  |
| 7.  | Some Other Summer               | 3:09  |
| 8.  | Why Don’t You Bring Me Flowers? | 3:32  |
| 9.  | You Can’t Do This to Me Anymore | 3:50  |
| 10. | 20 BPM                          | 3:48  |
| 11. | April Clouds                    | 3:30  |

## Sonstiges
Das Cover zeigt vor gelb-orangem Hintergrund einen Schmetterling, dessen Flügel zum Teil aus dem Foto einer Skyline bei Nacht und dessen Körper zum Teil aus einem Mikrofon besteht. Good Karma ist somit das erste Studioalbum von Roxette, bei dem Marie Fredriksson und Per Gessle nicht auf der Vorderseite zu sehen sind.
Die Schallplattenversion erschien auch als limitierte Sonderedition auf transparentem, orangefarbenem Vinyl.
Der Titel April Clouds basiert auf dem Lied Wish You the Best von Per Gessles Soloalbum The World According to Gessle aus dem Jahr 1997.